# US Open 2006
US Open 2006 byl 126. ročníkem posledního grandslamového turnaje tenisové sezóny. Odehrával se na dvorcích Národního tenisového centra Billie Jean Kingové ve Flushing Meadows (New York, USA), jakožto Mezinárodní tenisové mistrovství USA. Pro tento rok v období mezi 27. srpnem a 9. zářím 2007.
Obhájci vítězství byli ve dvouhrách Švýcar Roger Federer a Belgičanka Kim Clijstersová.

## Výsledky českých tenistů

### Muži
| Kolo    | Český hráč         | Protihráč              | Výsledek                |
| 1. kolo | Tomáš Berdych (12) | Boris Pašanski         | 6–4, 6–2, 6–1           |
| 2. kolo | Tomáš Berdych      | Florian Mayer          | 6–1, 3–6, 6–3, 6–3      |
| 3. kolo | Tomáš Berdych      | Dmitrij Tursunov (23)  | 6–7, 6–3, 3–6, 6–3, 6–4 |
| 4. kolo | Tomáš Berdych      | James Blake (5)        | 4–6, 3–6, 1–6           |
| 1. kolo | Jiří Novák         | Arnaud Clément         | 7–5, 6–2, 7–5           |
| 2. kolo | Jiří Novák         | Paradorn Srichaphan    | 7–6, 3–6, 6–4, 6–4      |
| 3. kolo | Jiří Novák         | Xavier Malisse         | 6–7, 6–3, 6–4, 6–4      |
| 4. kolo | Jiří Novák         | Rafael Nadal (2)       | 1–6, 6–7, 4–6           |
| 1. kolo | Jan Hájek          | Lukáš Dlouhý           | 6–3, 6–4, 6–4           |
| 2. kolo | Jan Hájek          | Fernando González (10) | 4–6, 4–6, 2–6           |
| 1. kolo | Jan Hernych        | Kevin Kim              | 6–1, 6–4, 3–6, 7–5      |
| 2. kolo | Jan Hernych        | Lleyton Hewitt (15)    | 4–6, 2–6, 2–6           |
| 1. kolo | Lukáš Dlouhý       | Jan Hájek              | 3–6, 4–6, 4–6           |
| 1. kolo | Robin Vik          | Marat Safin            | 1–6, 1–6, 6–3, 3–6      |
| 1. kolo | Jiří Vaněk (Q)     | Fernando González (10) | 2–6, 3–6, 2–6           |

### Ženy
| Kolo    | Česká hráčka         | Protihráčka               | Výsledek      |
| 1. kolo | Nicole Vaidišová (9) | Chanda Rubinová (WC)      | 6–4, 6–3      |
| 2. kolo | Nicole Vaidišová     | Alina Židkovová           | 6–2, 3–6, 6–3 |
| 3. kolo | Nicole Vaidišová     | Jelena Jankovićová (19)   | 7–5, 3–6, 2–6 |
| 1. kolo | Lucie Šafářová       | Samantha Stosurová        | 6–2, 7–6      |
| 2. kolo | Lucie Šafářová       | Aravane Rezaïová          | 6–7, 6–2, 4–6 |
| 1. kolo | Eva Birnerová (Q)    | Galina Voskobojevová      | 7–6, 5–7, 6–3 |
| 2. kolo | Eva Birnerová        | Mary Pierceová (13)       | 3–6, 4–6      |
| 1. kolo | Hana Šromová         | Anastasia Rodionovová     | 5–7, 5–7      |
| 1. kolo | Květa Peschkeová     | Čeng Ťie (29)             | 4–6, 7–5, 5–7 |
| 1. kolo | Iveta Benešová       | Jill Craybasová           | 2–6, 0–6      |
| 1. kolo | Klára Zakopalová     | Lindsay Davenportová (10) | 1–6, 4–6      |
| 1. kolo | Zuzana Ondrášková    | Ai Sugijamová (28)        | 1–6, 0–6      |

## Dospělí

### Mužská dvouhra
Roger Federer porazil  Andyho Roddicka, 6–2, 4–6, 7–5, 6–1

### Ženská dvouhra
Maria Šarapovová porazila  Justine Heninovou, 6–4, 6–4

### Mužská čtyřhra
Martin Damm /  Leander Paes porazili  Jonas Björkmana /  Max Mirnyje, 6–7(5–7), 6–4, 6–3

### Ženská čtyřhra
Nathalie Dechyová /  Věra Zvonarevová porazily  Dinara Safinovou /  Katarina Srebotnikovou, 7–6(7–5), 7–5

### Smíšená čtyřhra
Martina Navrátilová /  Bob Bryan porazili  Květa Peschkeovou /  Martin Damma, 6–2, 6–3